# Raphaël Parisella
Raphaël Parisella (né le 23 octobre 2002 à Longueuil) est un coureur cycliste canadien.

## Biographie
En 2019, Raphaël Parisella est sacré champion du Canada sur route parmi les juniors (moins de 19 ans). L'année suivante, il devient champion du Québec du contre-la-montre et termine deuxième de la course en ligne. 
Considéré comme un grand espoir du cyclisme québécois, il décide de rejoindre le club Les Sables Vendée Cyclisme en 2021,. À dix-huit ans, il se distingue chez les amateurs français en remportant une étape du Tour du Pays de Lesneven et les Boucles Nationales du Printemps, manche de la Coupe de France DN2.  
Trois jours avant ses 19 ans, il s'engage pour deux ans au sein de l'équipe professionnelle B&B Hotels p/b KTM.

## Palmarès
- 2019
  -  Champion du Canada sur route juniors
  - 2e étape de la Green Mountain Stage Race juniors
- 2020
  -  Champion du Québec du contre-la-montre juniors
  - 2e du championnat du Québec sur route juniors
- 2021
  - 3e étape du Tour du Pays de Lesneven
  - Boucles Nationales du Printemps :
    - Classement général
    - 3e étape (contre-la-montre)